# Club Deportivo Nuevo San Cristóbal
El Club Deportivo Nuevo San Cristóbal es un club de fútbol de Perú, del Distrito de Pichari (VRAEM) en el Departamento del Cusco. Fue fundado en 2003 y desde 2025 participa en la Liga 3, la tercera categoría del fútbol peruano.

## Historia

### 2024: El ascenso a Liga 3
En la temporada 2024, el equipo obtuvo el subcampeonato departamental lo que aseguró su clasificación a la Etapa Nacional de la Copa Perú 2024, lo cual generó controversia entre hinchas de Ayacucho y Cusco, debido a la ubicación del club. Mientras los aficionados ayacuchanos lo consideran representante de su región, los cusqueños señalan que Pichari, junto con el estadio Monumental de Kimbiri, donde el equipo juega de local, se encuentra en la provincia de La Convención, Cusco.
En la Etapa Nacional, el club superó la primera fase y se ubicaron en el primer puesto de la clasificación general. En los dieciseisavos de final, enfrentaron al Nacional La Joya. En el partido de ida, perdieron por la mínima diferencia. Sin embargo, en el partido de vuelta, remontaron con un 3-0, quedando eliminados con un marcador global de 4-3. En los octavos de final se enfrentaron al Juventud Cautivo. En el partido de ida perdieron por un 4-1, mientras que en el de vuelta ganaron 2-0, pero lo cual no alcanzó para el resultado global (3-4) y quedaron eliminados de la copa. A pesar de la eliminación, el equipo aseguró su clasificación a la Liga 3 2025, al haber llegado a una instancia mayor que el Señor de Quinuapata, club de la misma liga departamental en la Copa Perú.

## Datos del club
- Temporadas en Primera División: 0.
- Temporadas en Segunda División: 0.
- Temporadas en Tercera División: 1 (2025 - Act.).
- Mayor goleada conseguida:
  - En campeonatos nacionales de local:  Nuevo San Cristóbal 3:0 Unión Deportivo Ascensión (5 de julio de 2025).
  - En campeonatos nacionales de visita: Deportivo Municipal de Pangoa 1:4 Nuevo San Cristóbal (20 de julio de 2025).
- Mayor goleada recibida:
  - En campeonatos nacionales de local:.
  - En campeonatos nacionales de visita: .

## Estadio
El club hizo de local en el Estadio Municipal de Kimbiri, localizado en el distrito de Pichari que queda en la zona del VRAEM, tiene una capacidad de 5000 espectadores. Cuenta con una sola tribuna y está rodeado de árboles.
En 2012 albergó su primer partido en la Copa Perú, en el partido de Municipal de Pichari y Deportivo Municipal de Yauli, donde el equipo picharino perdió por 3-0.En la etapa nacional de la  Copa Perú 2023, el VRAEM FC fue local y recibió a Ecosem Pasco en los dieciseisavos de final, donde perdió su clasificación.

## Palmarés

### Torneos regionales
| Competición regional                 | Títulos | Subcampeonatos |
| ------------------------------------ | ------- | -------------- |
| Liga Departamental de Ayacucho (0/1) |         | 2024           |
| Liga Provincial de VRAEM (1/0)       | 2024    |                |
| Liga Distrital de Pichari (0/1)      |         | 2024           |